# Apostolska Szczerbina
Apostolska Szczerbina (niem. Apostelscharte, słow. Apoštolská štrbina, węg. Apostoli-csorba, ok. 2075 m) – wąska przełączka w Żabiej Grani w Tatrach Wysokich na granicy polsko-słowackiej. Znajduje się pomiędzy Żabim Szczytem Niżnim (2098 m) i Apostołem VII (2080 m). Na wschodnią stronę, do Doliny Żabiej Białczańskiej opada z niej stromy i trawiasty stok z licznymi skałkami. Na zachodnią stronę do najwyższej części Apostolskiej Depreji opada z przełęczy wąski kominek.
Od brzegu Morskiego Oka przez Apostolską Depresję na Apostolską Szczerbinę prowadzi taternicka droga wspinaczkowa (od 0 do II w skali tatrzańskiej, czas przejścia 2 godz.). Od 1979 roku jednak Grań Apostołów znajduje się w zamkniętym dla turystów i taterników obszarze ochrony ścisłej Tatrzańskiego Parku Narodowego i TANAP-u. Na zachodnich (polskich) zboczach Żabiej Grani taternictwo można uprawiać na południe od Białczańskiej Przełęczy.
Autorem nazwy przełęczy jest Władysław Cywiński.